# Fumaria densiflora
Fumaria densiflora é uma espécie de planta com flor pertencente à família Papaveraceae. 
A autoridade científica da espécie é DC., tendo sido publicada em Cat. Hort. Monsp. 113. 1813.

## Portugal
Trata-se de uma espécie presente no território português, nomeadamente em Portugal Continental.
Em termos de naturalidade é nativa da região atrás indicada.

## Protecção
Não se encontra protegida por legislação portuguesa ou da Comunidade Europeia.